# Diodoro Crono

Diodoro Crono (em grego: Διόδωρος Κρόνος; morreu c. 284 a.C.) foi um filósofo grego e dialético ligado à Escola megárica. Ele foi mais notável por inovações na lógica, incluindo seu argumento principal formulado em resposta à discussão de Aristóteles sobre os futuros contingentes.

## Vida
Diodoro era filho de Ameinias de Iasos na Cária. Viveu na corte de Alexandria durante o reinado de Ptolomeu I Sóter, que supostamente lhe deu o apelido de Crono ("velho caduco") devido à sua incapacidade de resolver imediatamente um problema dialético proposto por Estilpo, quando os dois filósofos jantavam com o rei. Diz-se que Diodoro levou essa humilhação tão a sério que, após retornar da refeição e escrever um tratado sobre o problema, morreu de desespero. No entanto, de acordo com Estrabão, o próprio Diodoro adotou o apelido de Crono de seu professor, Apólonio Crono. Acredita-se que Diodoro tenha morrido por volta de 284 a.C.; sua data de nascimento é desconhecida. Já se pensou que ele era velho o suficiente para ter influenciado Aristóteles (384–322 a.C.), mas não há evidências sólidas para isso.
Diodoro era particularmente celebrado por sua grande habilidade dialética, pela qual era chamado de O Dialético. Isso efetivamente se tornou seu sobrenome e foi transmitido até suas cinco filhas, Menexena, Árgia, Teognis, Artemísia e Pantacleia, que também se destacaram como dialéticas. Seus alunos incluíam Fílon, o Dialético e Zenão de Cítio—o fundador da escola estoica. Embora influenciado pela Escola megárica, não está claro o quão próximos Diodoro e seus colegas dialéticos estavam ligados a essa escola filosófica em particular.

## Filosofia
Ele foi mais notável por inovações na lógica, incluindo seu argumento principal formulado em resposta à discussão de Aristóteles sobre os futuros contingentes. Diógenes Laércio diz que Diodoro também usou o paradoxo do sorites e é dito ter inventado outros dois do mesmo tipo, a saber, O Homem Mascarado e Os Chifres, que, no entanto, também são atribuídos a Eubúlides. Aulo Gélio afirma que ele também rejeitava a visão de que as palavras são ambíguas, sendo qualquer incerteza na compreensão sempre devido aos falantes se expressarem de forma obscura. De acordo com Sexto Empírico, ele também sustentava que o espaço era indivisível e, consequentemente, que o movimento era impossível. Além disso, ele negava o surgimento e toda multiplicidade tanto no tempo quanto no espaço; mas considerava as coisas que preenchem o espaço como um todo composto por um número infinito de partículas indivisíveis.

### O argumento principal
Ver também
Aristóteles, em sua obra Sobre a Interpretação, havia lidado com o problema dos futuros contingentes. Em particular, se alguém pode considerar significativamente os futuros contingentes como verdadeiros ou falsos agora, se o futuro está aberto; e, se sim: como?
Em resposta, Diodoro sustentava que o possível era idêntico ao necessário (ou seja, não contingente); de modo que o futuro é tão certo e definido quanto o passado. Alexandre de Afrodísias nos diz que Diodoro acreditava que apenas é possível aquilo que está acontecendo agora ou acontecerá em algum momento no futuro. Quando falamos sobre fatos de um passado não registrado, sabemos que um determinado fato ocorreu ou não ocorreu—sem saber qual dos dois é verdadeiro; portanto, afirmamos apenas que o fato pode ter ocorrido. O mesmo vale para o futuro: ou a afirmação de que um determinado fato ocorrerá—em algum momento—ou a afirmação de que nunca ocorrerá, é positivamente verdadeira; a afirmação de que pode ou não ocorrer, em algum momento ou outro, representa apenas nossa ignorância sobre qual das duas é verdadeira. O que nunca em momento algum ocorrerá é, em uma palavra, impossível.
Diodoro formulou então um argumento que ficou conhecido como o argumento principal ou argumento dominante (em grego: ὁ κυριεύων λόγος / ho kurieuôn logos). A descrição mais sucinta dele é fornecida por Epicteto:
O argumento chamado de argumento principal parece ter sido proposto a partir de princípios como estes: há de fato uma contradição comum entre um e outro nestas três proposições, cada duas estando em contradição com a terceira. As proposições são: (1) toda verdade passada deve ser necessária; (2) uma impossibilidade não segue uma possibilidade; (3) algo é possível que nem é nem será verdadeiro. Diodoro, observando essa contradição, empregou a força probatória das duas primeiras para a demonstração desta proposição: que nada é possível que não seja verdadeiro e nunca será.
A descrição de Epicteto do argumento principal não está na forma como teria sido apresentado por Diodoro, o que torna difícil saber a natureza precisa de seu argumento. Para os lógicos modernos, não é óbvio por que essas três premissas são inconsistentes ou por que as duas primeiras deveriam levar à rejeição da terceira. As interpretações modernas, portanto, assumem que devem ter havido premissas extras no argumento tacitamente assumidas por Diodoro e seus contemporâneos.
Uma possível reconstrução é a seguinte: Para Diodoro, se um evento futuro não vai acontecer, então era verdade no passado que não aconteceria. Como toda verdade passada é necessária (proposição 1), era necessário no passado que não aconteceria. Como o impossível não pode seguir do possível (proposição 2), deve ter sido sempre impossível que o evento ocorresse. Portanto, se algo não será verdade, nunca será possível que seja verdade, e assim a proposição 3 é mostrada como falsa.
Epicteto prossegue apontando que Pantoide, Cleantes e Antípatro de Tarso usaram a segunda e terceira proposição para demonstrar que a primeira proposição era falsa. Crisipo, por outro lado, concordou com Diodoro que tudo o que é verdadeiro como um evento no passado é necessário, mas atacou a visão de Diodoro de que o possível deve ser ou o que é verdadeiro ou o que será verdadeiro. Ele, portanto, usou a primeira e terceira proposição para demonstrar que a segunda proposição era falsa.

## Pseudônimo
Durante as décadas de 1960 e 1970, o filósofo Richard Clyde Taylor também coautorou vários artigos sob o pseudônimo de Diodoro Crono, que incluíam: "Tempo, Verdade e Habilidade" (Analysis, 1965) e "A Necessidade de Tudo o que se Faz" (The Southern Journal of Philosophy, 1971).